# Och i Ach wędrują w świat
Och i Ach wędrują w świat (ros. Ох и Ах идут в поход) – radziecki krótkometrażowy film animowany z 1977 roku w reżyserii Jurija Prytkowa. Scenariusz napisała Ludmiła Zubkowa. Film jest kontynuacją animacji Żyli sobie Och i Ach z 1975 roku.

## Obsada (głosy)
- Wiaczesław Niewinny jako narrator

## Animatorzy
Iosif Kurojan, Oleg Safronow, Nikołaj Fiodorow, Oleg Komarow, Marina Woskanjanc, Fiodor Jeldinow, Władimir Szewczenko